# Exploze potrubí v Ijegunu

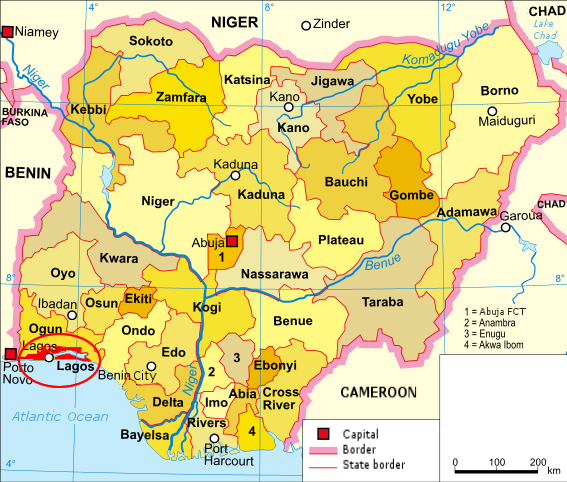
Mapa označující lokaci Lagos, Nigérie (červeně zakroužkovaná)

Dne 16. května 2008 došlo k výbuchu plynovodu v okolí Ijegun, (předměstí na sever od Lagosu, Nigérie). K výbuchu došlo poté, když buldozer udeřil do ropovodu. Policie v Lagosu uvedla, že výbuch se zdá být nehodou, a ne prací zlodějů, stejně jako další minulé výbuchy v blízkosti Lagosu. Stavební dělníci náhodou přerušili podzemní potrubí, z něhož se začalo lít palivo; za několik okamžiků později došlo k výbuchu.
| Město | Datum             | Ztráty      |
| ----- | ----------------- | ----------- |
| Lagos | 26. prosince 2007 | nejméně 40  |
| Lagos | 26. prosince 2006 | alespoň 260 |
| Lagos | 12. května 2006   | alespoň 150 |
| Lagos | prosinec 2004     | nejméně 20  |
| Lagos | září 2004         | nejméně 60  |
| Abbia | červen 2003       | nejméně 105 |
| Warri | červenec 2000     | nejméně 300 |
| Abbia | březen 2000       | alespoň 50  |
| Jesse | říjen 1998        | nejméně 200 |